# Karin Adamsson
Karin Charlotta Teresia Adamsson, född Hollman den 31 december 1883 i Kungsholms församling i Stockholm, död den 1 mars 1958 i Sankt Görans  församling i Stockholm, var en svensk företagsledare.

## Biografi
Hollman föddes i en arbetarfamilj i Stockholm. Hon fick utbildning vid Stockholms borgarskola och arbetade fem år som biträde i en färgaffär, men arbertslösheten efter storstrejken 1909 föranledde henne att 1910 söka arbete i Berlin, då hon även kunde lära sig tyska. Hon arbetade där på en fabrik som tillverkade vykort och umgicks med nykterister och socialdemokrater. Tillbaka till Sverige våren 1911 återtog hon kontakt med agitatorn Kata Dalström, som menade att hon borde följa henne i spåren. Hon fick även en tillfällig anställning på den socialdemokratiska partiexpeditionen i Stockholm och medföljde i valrörelsen 1911 agitationsturnén med den så kallade röda bilen.  
Hollman blev emellertid engagerad i den då mycket aktuella frågan om barnbegränsning, som framför allt drevs av Hinke Bergegren. Hon träffade Nils Adamsson och blev anställd som biträde i Adamssons butik i Centralpalatset. Då denne började avtjäna sitt straff för preventilmedelspropaganda 1911 hade han och Karin blivit ett par och bodde tillsammans i en lägenhet på Hantverkargatan. Karin Adamsson dömdes till två månaders fängelse enligt preventivmedelslagen för att hon varit ansvarig utgivare av en katalog om preventivmedel, det vill säga kondomer, som såldes i maken Nils Adamssons butik i Centralpalatset vid Tegelbacken i Stockholm och på postorder. Hon avtjänade straffet 1913 på Kvinnofängelset på Östermalm i Stockholm.
Tillsammans med maken arbetade hon i ledningen av Nils Adamssons Sjukvårdsaffärer och efterträdde honom som verkställande direktör efter hans bortgång 1939.
Hon var med och startade Södermalms Kooperativa Kvinnogille 1908 och blev dess första ordförande.
Karin Adamsson var från 1913 gift med företagaren Nils Adamsson (1879–1939). De fick sonen Sölve Adamsson (1913–1987), gift med Sickan Carlsson, och dottern Kerstin Solveig Maria Holger (1918–1958).

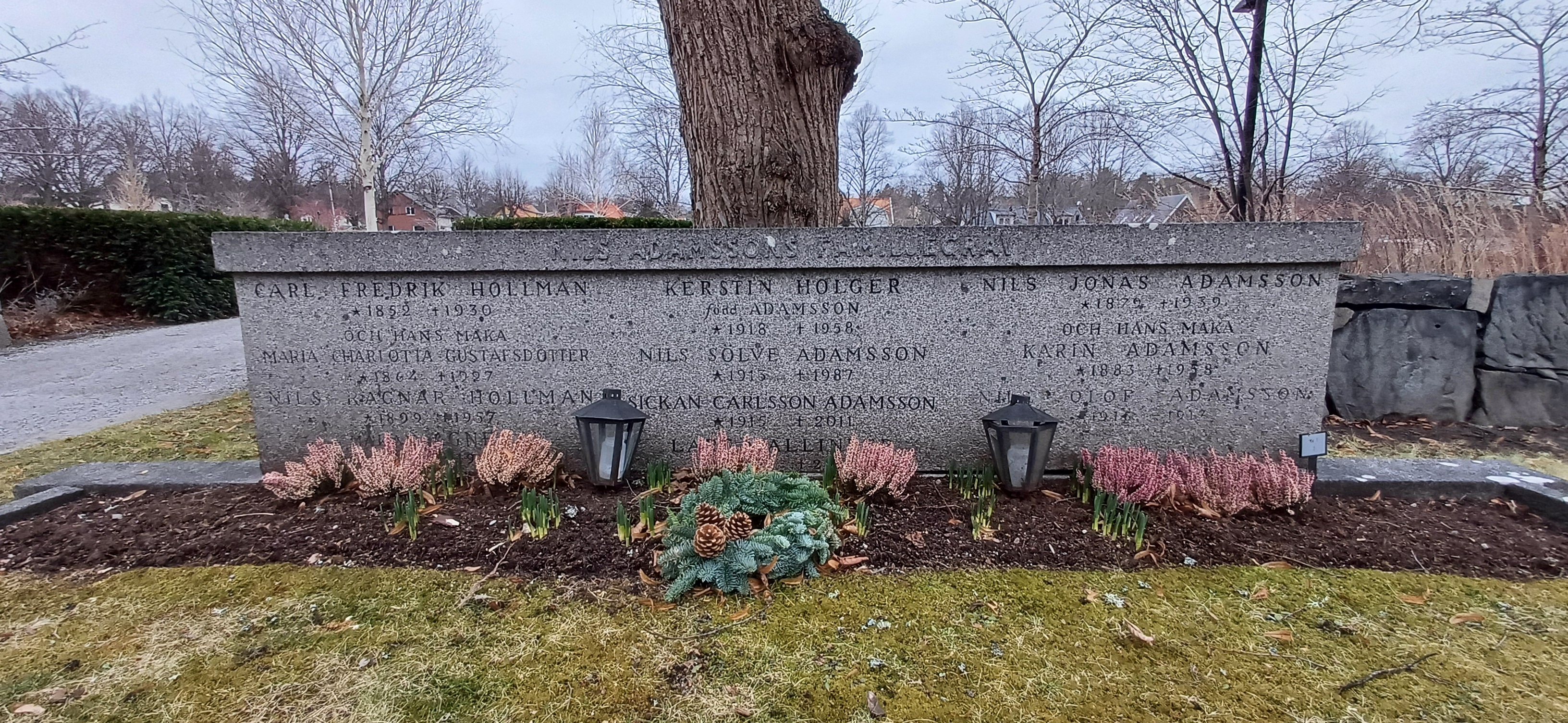
Familjegraven på Bromma kyrkogård

Hon är begravd i en släktgrav för familjerna Hollman och Adamsson på Bromma kyrkogård i Stockholm.
I filmen Kådisbellan (1993) spelas hon av Ing-Marie Carlsson.